# Сплав на Розе
Сплавта на Розе е леснотопима, често използвана като нискотемпературен припой за запояване. Състои се от 50% бисмут, 25–28% олово и 22–25% калай. Точката на топене е между 94 °C (201 °F) и 98 °C (208 °F). Сплавта не се свива при охлаждане. Значително по-слабо токсична от сплавите, съдържащи кадмий.

## История
Открита е от германския аптекар и химик Валентин Розе Старши, бащата на Хайнрих и Густав Розе.